# Beloț, Dolj
Beloț este un sat în comuna Sopot din județul Dolj, Oltenia, România. Satul Beloț este situat la aproximativ 25 km vest de Craiova. În toată perioada comunistă nu a existat nici o biserică în sat, acum aflându-se una în construcție, la intrarea în sat dinspre Craiova. Practic satul este așezat de o parte și de alta a râului Rasnic - care a produs daune serioase la inundațiile din anii 1970 - într-o frumoasă zonă colinară. Deși aflat relativ aproape de Craiova, cu un peisaj încântător și potențial agricol, satul este sărac și îmbătrânit.
 Acest articol despre o localitate din județul Dolj este deocamdată un ciot. Puteți ajuta Wikipedia prin completarea lui.